# L'Hergues
L'Hergues est un sommet du massif du Jura situé dans le Bugey, à proximité du Grand Colombier. Il se trouve sur la commune d'Arvière-en-Valromey et culmine à une altitude de 1 425 m.